# Jelle Goes
Jelle Quirinus Goes (* 26. März 1970 in Hilversum) ist ein ehemaliger niederländischer Fußballspieler und heutiger -trainer. Er ist seit 2012 Sportdirektor von Anschi Machatschkala.

## Karriere
Der Abwehrspieler begann seine Karriere beim niederländischen Verein SV Huizen, bei dem er von 1978 bis 1988 angemeldet war. Von 1988 bis 1992 spielte er bei der GVVV. Mit 22 Jahren beendete er seine Karriere als Aktiver und begann seine Tätigkeit als Fußballtrainer bei GVVV. 1995 unterschrieb er einen Vertrag beim Koninklijke Nederlandse Voetbal Bond, bei dem er von 1996 bis 2001 die U-14, U-15 und U-23 trainierte. In weiterer Folge wechselte er nach Estland und trainierte dort von 2001 bis 2004 die U-21 Estlands. Von 2000 bis 2004 war er zudem Co-Trainer der estnischen A-Nationalmannschaft. Deren Cheftrainer wurde er am 2. Oktober 2004 und hatte diesen Posten bis zum 29. Juni 2007 inne. Goes nahm mit Estland an den Qualifikationsspielen zur Fußball-Weltmeisterschaft 2006 und zur Fußball-Europameisterschaft 2008 teil, konnte sich aber nie qualifizieren. 2008 bis 2009 war er Cheftrainer des russischen Vereins PFK ZSKA Moskau. Von 2010 bis 2012 war er Jugendkoordinator bei der PSV Eindhoven. Seit 2012 ist Goes Sportdirektor der Fußballschule von Anschi Machatschkala.